# Campeonato de Primera D 2004-05
El Campeonato de Primera D 2004-05 fue la quincuagésima quinta edición del torneo. Se disputó desde el 28 de agosto de 2004 hasta el 11 de junio de 2005.
Los nuevos participantes fueron: Deportivo Paraguayo, que volvió de la desafiliación y el descendido de la Primera C, Liniers. El torneo estuvo conformado por 18 equipos, que jugaron divididos en dos zonas de 9 equipos: la Zona Norte y la Zona Sur. Cada una disputó un total de 27 fechas en tres rondas.
El ganador del cuadrangular por el primer ascenso fue Fénix al vencer en la final a Liniers, que luego ganó el Torneo Reducido y accedió a jugar la Promoción en la que perdió ante San Miguel, por lo que no logró subir de categoría.
Por último, el torneo determinó el descenso y la desafiliación por una temporada de Centro Español.

## Ascensos y descensos
| Promedio | Desafiliado de la Primera D 2003-04 |
| -------- | ----------------------------------- |
| 18.º     | Atlas                               |

| Reafiliado          |
| ------------------- |
| Deportivo Paraguayo |

| Posición | Ascendido a la Primera C 2004-05 |
| -------- | -------------------------------- |
| Campeón  | Barracas Bolívar                 |

| Promedio | Descendido de la Primera C 2003-04 |
| -------- | ---------------------------------- |
| 19.º     | Liniers                            |

## Equipos
| Equipo              | Ciudad             | Estadio                                | Capacidad   |
| ------------------- | ------------------ | -------------------------------------- | ----------- |
| Berazategui         | Berazategui        | Norman Lee                             | 5500        |
| Central Ballester   | General San Martín | Ricardo Puga Monumental de Villa Lynch | 2500 1000   |
| Centro Español      | Haedo              | José Manuel Moreno Juan Antonio Arias  | 10.000 3000 |
| Claypole            | Claypole           | Rodolfo Vicente Capocasa               | 1000        |
| Defensores Unidos   | Zárate             | Gigante de Villa Fox                   | 6000        |
| Deportivo Paraguayo | Buenos Aires       | Juan Antonio Arias                     | 2950        |
| Deportivo Riestra   | Buenos Aires       | Guillermo Laza                         | 3000        |
| Fénix               | Pilar              | Carlos Barraza                         | 6000        |
| Ferrocarril Urquiza | Villa Lynch        | Monumental de Villa Lynch              | 1000        |
| Juventud Unida      | San Miguel         | Néstor Bedgni                          | 3200        |
| Leandro N. Alem     | General Rodríguez  | Leandro N. Alem                        | 4000        |
| Liniers             | San Justo          | Juan Antonio Arias                     | 3000        |
| Lugano              | Tapiales           | José María Moraños                     | 1500        |
| Midland             | Libertad           | Ciudad de Libertad                     | 7000        |
| Muñiz               | Muñiz              | Néstor Bedgni                          | 3200        |
| Puerto Nuevo        | Campana            | Rubén Carlos Vallejos                  | 500         |
| Victoriano Arenas   | Valentín Alsina    | Saturnino Moure                        | 1500        |
| Yupanqui            | Buenos Aires       | Guillermo Laza Municipal de San Pedro  | 3000 6000   |

### Distribución geográfica de los equipos
| Región                                   | Cant. | Equipos |
| ---------------------------------------- | ----- | --- |
| Conurbano bonaerense                     | 12    | Berazategui, Central Ballester, Centro Español, Claypole, Fénix, Ferrocarril Urquiza, Juventud Unida, Liniers, Lugano, Midland, Muñiz y Victoriano Arenas |
| Ciudad de Buenos Aires                   | 3     | Deportivo Paraguayo, Deportivo Riestra y Yupanqui |
| Interior de la provincia de Buenos Aires | 3     | Defensores Unidos, Leandro N. Alem y Puerto Nuevo |

## Formato

### Competición
El torneo se dividió en dos zonas: Norte y Sur. Cada una jugaba cuatro partidos por fecha al que se añadía un partido interzonal entre los equipos que quedaban sin rival en su grupo. Ambas zonas disputaron 3 rondas todos contra todos con localías similares en la primera y la tercera ronda y con las localías invertidas en la segunda dando un total de 27 fechas.

### Ascensos
Los dos primeros de cada zona jugaron un cuadrangular cuyo ganador ascendió directamente a la Primera C. Los equipos que finalizaron entre el 3er y el sexto lugar de cada zona junto a los equipos que quedaban eliminados del cuadrangular jugaron un Torneo Reducido cuyo ganador jugó la promoción contra un equipo de la Primera C para buscar el segundo ascenso.
El perdedor de la final por el ascenso directo ingresó directamente en semifinales del reducido, los perdedores de las semifinales del cuadrangular ingresaron en cuartos de final, mientras que los equipos clasificados únicamente al Torneo Reducido comenzaron su participación en el mismo en octavos de final.

### Descensos
Al final de la temporada, el equipo con el peor promedio fue suspendido en su afiliación por un año.

## Tablas de posiciones

### Zona Norte
|  |    | Equipo            | Pts | PJ | G  | E  | P  | GF | GC | Dif |
|  | -- | ----------------- | --- | -- | -- | -- | -- | -- | -- | --- |
|  | 1. | Fénix             | 56  | 27 | 17 | 5  | 5  | 54 | 26 | 28  |
|  | 2. | Defensores Unidos | 46  | 27 | 13 | 7  | 7  | 47 | 34 | 13  |
|  | 3. | Leandro N. Alem   | 46  | 27 | 13 | 7  | 7  | 32 | 23 | 9   |
|  | 4. | Puerto Nuevo      | 40  | 27 | 12 | 4  | 11 | 40 | 41 | -1  |
|  | 5. | Central Ballester | 34  | 27 | 9  | 7  | 11 | 35 | 47 | -12 |
|  | 6. | Yupanqui          | 32  | 27 | 8  | 8  | 11 | 32 | 36 | -4  |
|  | 7. | Muñiz             | 29  | 27 | 7  | 8  | 12 | 26 | 36 | -10 |
|  | 8. | Midland           | 28  | 27 | 7  | 10 | 10 | 30 | 33 | -3  |
|  | 9. | Juventud Unida    | 20  | 27 | 5  | 5  | 17 | 21 | 45 | -24 |

|  |                                                                                 |
|  | Clasificados al cuadrangular por el ascenso directo                             |
|  | Clasificados al Torneo Reducido por una promoción con un equipo de la Primera C |

### Zona Sur
|  |    | Equipo              | Pts | PJ | G  | E  | P  | GF | GC | Dif |
|  | -- | ------------------- | --- | -- | -- | -- | -- | -- | -- | --- |
|  | 1. | Liniers             | 56  | 27 | 16 | 8  | 3  | 51 | 24 | 27  |
|  | 2. | Berazategui         | 43  | 27 | 12 | 7  | 8  | 42 | 31 | 11  |
|  | 3. | Ferrocarril Urquiza | 42  | 27 | 12 | 6  | 9  | 37 | 39 | -2  |
|  | 4. | Victoriano Arenas   | 41  | 27 | 12 | 8  | 7  | 33 | 29 | 4   |
|  | 5. | Claypole            | 35  | 27 | 9  | 8  | 10 | 31 | 31 | 0   |
|  | 6. | Deportivo Paraguayo | 30  | 27 | 6  | 12 | 9  | 24 | 27 | -3  |
|  | 7. | Lugano              | 28  | 27 | 7  | 7  | 13 | 41 | 47 | -6  |
|  | 8. | Centro Español      | 28  | 27 | 8  | 4  | 15 | 28 | 43 | -15 |
|  | 9. | Deportivo Riestra   | 24  | 27 | 5  | 9  | 13 | 17 | 27 | -10 |

|  |                                                                                 |
|  | Clasificados al cuadrangular por el ascenso directo                             |
|  | Clasificados al Torneo Reducido por una promoción con un equipo de la Primera C |

## Cuadrangular por el ascenso directo

### Semifinales
| 23 de abril de 2005 | Defensores Unidos | 1:0 | Liniers | Gigante de Villa Fox, Zárate |  |
|                     | Cristian Gualdoni |     |         |                              |  |

| 30 de abril de 2005 | Liniers | 1:0 | Defensores Unidos | Estadio Juan Antonio Arias, San Justo |  |

| 24 de abril de 2005 | Berazategui   | 1:2 | Fénix                              | Estadio Norman Lee, Berazategui |  |
|                     | Pablo Machuca |     | Federico Díaz Sebastián Neuspiller |                                 |  |

| 30 de abril de 2005 | Fénix                    | 1:0 | Berazategui     | Estadio Malvinas Argentinas, San Miguel |  |
|                     | Sebastián Neuspiller (p) |     | Walter Negretti |                                         |  |

### Final por el ascenso directo
Se jugó a doble partido entre los ganadores de las semifinales del cuadrangular por el ascenso, Fénix, que hizo de local en el partido de vuelta, y Liniers, que disputó como local el partido de ida.
El primer choque se jugó el 7 de mayo en el estadio Estadio Juan Antonio Arias y finalizó con un empate por 1 a 1. La revancha se disputó el 14 de mayo en el Estadio Malvinas Argentinas y también el resultado fue un empate, aquella vez por 0-0. El ascenso se definió entonces a través de tiros desde el punto penal en los cuales Fénix resultó victorioso por 4 a 3. De esta manera, al obtener el triunfo en la serie el equipo albinegro obtuvo el ascenso a la Primera C.
Liniers, por su parte, clasificó de modo directo a la semifinal del Torneo Reducido por una promoción con un equipo de la Primera C.
| 7 de mayo de 2005 | Liniers         | 1:1 | Fénix                | Estadio Juan Antonio Arias, San Justo |  |
|                   | Daniel Pastrana |     | Sebastián Neuspiller |                                       |  |

| 14 de mayo de 2005 | Fénix                                                                     | 0:0 (t. s.)(4:3 p.)        | Liniers                                                                              | Estadio Malvinas Argentinas, Los Polvorines |  |
|                    |                                                                           | Tiros desde el punto penal |                                                                                      |                                             |  |
|                    | Sebastián Neuspiller · Rodrigo Ruiz Díaz · Daniel Ielsich · Julio Navarro |                            | Matías Fleitas · Eduardo Casais · Roberto Cardozo · Daniel Pastrana · Carlos Bello · |                                             |  |

## Torneo reducido
|  | Octavos de final         | Octavos de final         | Octavos de final         |                     |   | Cuartos de final | Cuartos de final | Cuartos de final |  |  | Semifinales      | Semifinales      | Semifinales      |  |  | Final            | Final            | Final            |
|  | 23 de abril al 2 de mayo | 23 de abril al 2 de mayo | 23 de abril al 2 de mayo |                     |   | 7 al 14 de mayo  | 7 al 14 de mayo  | 7 al 14 de mayo  |  |  | 21 al 28 de mayo | 21 al 28 de mayo | 21 al 28 de mayo |  |  | 4 al 11 de junio | 4 al 11 de junio | 4 al 11 de junio |
|  |                          |                          |                          |                     |   |                  |                  |                  |  |  |                  |                  |                  |  |  |                  |                  |                  |
|  |                          |                          |                          |                     |   |                  |                  |                  |  |  |                  |                  |                  |  |  |                  |                  |                  |
|  |                          |                          |                          |                     |   |                  |                  |                  |  |  |                  |                  |                  |  |  |                  |                  |                  |
|  |                          |                          |                          |                     |   |                  |                  |                  |  |  |                  |                  |                  |  |  |                  |                  |                  |
|  |                          |                          |                          |                     |   |                  |                  |                  |  |  |                  |                  |                  |  |  |                  |                  |                  |
|  |                          |                          |                          |                     |   |                  |                  |                  |  |  |                  |                  |                  |  |  |                  |                  |                  |
|  | Liniers                  |                          |                          |                     |   |                  |                  |                  |  |  |                  |                  |                  |  |  |                  |                  |                  |
|  |                          |                          |                          |                     |   |                  |                  |                  |  |  |                  |                  |                  |  |  |                  |                  |                  |
|  |                          |                          |                          |                     |   |                  |                  |                  |  |  |                  |                  |                  |  |  |                  |                  |                  |
|  |                          |                          |                          |                     |   |                  |                  |                  |  |  |                  |                  |                  |  |  |                  |                  |                  |
|  |                          |                          |                          |                     |   |                  |                  |                  |  |  |                  |                  |                  |  |  |                  |                  |                  |
|  |                          |                          |                          |                     |   |                  |                  |                  |  |  |                  |                  |                  |  |  |                  |                  |                  |
|  | Liniers                  | 0                        | 1 (5)                    |                     |   |                  |                  |                  |  |  |                  |                  |                  |  |  |                  |                  |                  |
|  | Liniers                  | 0                        | 1 (5)                    |                     |   |                  |                  |                  |  |  |                  |                  |                  |  |  |                  |                  |                  |
|  |                          | Central Ballester        | 1                        | 0 (4)               |   |                  |                  |                  |  |  |                  |                  |                  |  |  |                  |                  |                  |
|  | Ferrocarril Urquiza      | Central Ballester        | 1                        | 0 (4)               | 1 | 2                |                  |                  |  |  |                  |                  |                  |  |  |                  |                  |                  |
|  | Ferrocarril Urquiza      |                          |                          |                     | 1 | 2                |                  |                  |  |  |                  |                  |                  |  |  |                  |                  |                  |
|  | Yupanqui                 | 1                        | 0                        |                     |   |                  |                  |                  |  |  |                  |                  |                  |  |  |                  |                  |                  |
|  | Yupanqui                 | 1                        | 0                        | Ferrocarril Urquiza | 2 | 0                |                  |                  |  |  |                  |                  |                  |  |  |                  |                  |                  |
|  |                          |                          |                          |                     | 2 | 0                |                  |                  |  |  |                  |                  |                  |  |  |                  |                  |                  |
|  |                          | Central Ballester        | 1                        | 2                   |   |                  |                  |                  |  |  |                  |                  |                  |  |  |                  |                  |                  |
|  | Victoriano Arenas        | Central Ballester        | 1                        | 2                   | 0 | 0                |                  |                  |  |  |                  |                  |                  |  |  |                  |                  |                  |
|  | Victoriano Arenas        |                          |                          |                     | 0 | 0                |                  |                  |  |  |                  |                  |                  |  |  |                  |                  |                  |
|  | Central Ballester        | 0                        | 2                        |                     |   |                  |                  |                  |  |  |                  |                  |                  |  |  |                  |                  |                  |
|  | Central Ballester        | 0                        | 2                        | Liniers             | 2 | 4                |                  |                  |  |  |                  |                  |                  |  |  |                  |                  |                  |
|  |                          |                          |                          |                     | 2 | 4                |                  |                  |  |  |                  |                  |                  |  |  |                  |                  |                  |
|  |                          | Defensores Unidos        | 2                        | 0                   |   |                  |                  |                  |  |  |                  |                  |                  |  |  |                  |                  |                  |
|  | Defensores Unidos        | Defensores Unidos        | 2                        | 0                   |   |                  |                  |                  |  |  |                  |                  |                  |  |  |                  |                  |                  |
|  |                          |                          |                          |                     |   |                  |                  |                  |  |  |                  |                  |                  |  |  |                  |                  |                  |
|  |                          |                          |                          |                     |   |                  |                  |                  |  |  |                  |                  |                  |  |  |                  |                  |                  |
|  | Defensores Unidos        | 1                        | 2 (5)                    |                     |   |                  |                  |                  |  |  |                  |                  |                  |  |  |                  |                  |                  |
|  | Defensores Unidos        | 1                        | 2 (5)                    |                     |   |                  |                  |                  |  |  |                  |                  |                  |  |  |                  |                  |                  |
|  |                          | Puerto Nuevo             | 1                        | 2 (4)               |   |                  |                  |                  |  |  |                  |                  |                  |  |  |                  |                  |                  |
|  | Puerto Nuevo             | Puerto Nuevo             | 1                        | 2 (4)               | 2 | 2                |                  |                  |  |  |                  |                  |                  |  |  |                  |                  |                  |
|  | Puerto Nuevo             |                          |                          |                     | 2 | 2                |                  |                  |  |  |                  |                  |                  |  |  |                  |                  |                  |
|  | Claypole                 | 2                        | 0                        |                     |   |                  |                  |                  |  |  |                  |                  |                  |  |  |                  |                  |                  |
|  | Claypole                 | 2                        | 0                        | Defensores Unidos   | 1 | 0 (4)            |                  |                  |  |  |                  |                  |                  |  |  |                  |                  |                  |
|  |                          |                          |                          |                     | 1 | 0 (4)            |                  |                  |  |  |                  |                  |                  |  |  |                  |                  |                  |
|  |                          | Berazategui              | 1                        | 0 (1)               |   |                  |                  |                  |  |  |                  |                  |                  |  |  |                  |                  |                  |
|  | Berazategui              | Berazategui              | 1                        | 0 (1)               |   |                  |                  |                  |  |  |                  |                  |                  |  |  |                  |                  |                  |
|  |                          |                          |                          |                     |   |                  |                  |                  |  |  |                  |                  |                  |  |  |                  |                  |                  |
|  |                          |                          |                          |                     |   |                  |                  |                  |  |  |                  |                  |                  |  |  |                  |                  |                  |
|  | Berazategui              | 1                        | 1                        |                     |   |                  |                  |                  |  |  |                  |                  |                  |  |  |                  |                  |                  |
|  | Berazategui              | 1                        | 1                        |                     |   |                  |                  |                  |  |  |                  |                  |                  |  |  |                  |                  |                  |
|  |                          | Leandro N. Alem          | 0                        | 1                   |   |                  |                  |                  |  |  |                  |                  |                  |  |  |                  |                  |                  |
|  | Leandro N. Alem          | Leandro N. Alem          | 0                        | 1                   | 2 | 3                |                  |                  |  |  |                  |                  |                  |  |  |                  |                  |                  |
|  | Leandro N. Alem          |                          |                          |                     | 2 | 3                |                  |                  |  |  |                  |                  |                  |  |  |                  |                  |                  |
|  | Deportivo Paraguayo      | 0                        | 2                        |                     |   |                  |                  |                  |  |  |                  |                  |                  |  |  |                  |                  |                  |

### Primera C - Primera D
Esta promoción se definió entre San Miguel (anteúltimo del promedio de la Primera C) y el ganador del reducido de la Primera D, Liniers y se jugó en partidos de ida y vuelta. Liniers hizo de local en el primer partido de la llave por ser de la categoría inferior, mientras que San Miguel jugó de local en el partido de vuelta de la llave.
| Liniers                                                                           | 2 - 1 | San Miguel | Juan Antonio Arias  | 18 de junio |
| San Miguel                                                                        | 4 - 1 | Liniers    | Malvinas Argentinas | 25 de junio |
| Global: 5 - 3. San Miguel mantuvo la categoría. Liniers continúa en la Primera D. |       |            |                     |             |

## Tabla de promedios
| Pos | Equipo              | PJ | 2002-03 | 2003-04 | 2004-05 | Pts | Promedio |
| 1º  | Liniers             | 27 | -       | -       | 56      | 56  | 2,074    |
| 2º  | Berazategui         | 54 | -       | 56      | 43      | 99  | 1,833    |
| 3º  | Defensores Unidos   | 81 | 53      | 45      | 46      | 144 | 1,778    |
| 4º  | Leandro N. Alem     | 81 | 38      | 56      | 46      | 140 | 1,728    |
| 5º  | Victoriano Arenas   | 81 | 46      | 48      | 41      | 135 | 1,667    |
| 6º  | Yupanqui            | 81 | 57      | 46      | 32      | 135 | 1,667    |
| 7º  | Fénix               | 81 | 38      | 39      | 56      | 133 | 1,642    |
| 8º  | Puerto Nuevo        | 81 | 41      | 38      | 40      | 119 | 1,469    |
| 9º  | Ferrocarril Urquiza | 81 | 42      | 28      | 42      | 112 | 1,383    |
| 10º | Atlético Lugano     | 81 | 39      | 37      | 28      | 104 | 1,284    |
| 11º | Central Ballester   | 81 | 36      | 33      | 34      | 103 | 1,272    |
| 12º | Midland             | 81 | 32      | 37      | 28      | 97  | 1,198    |
| 13º | Juventud Unida      | 81 | 46      | 29      | 20      | 95  | 1,173    |
| 14º | Deportivo Paraguayo | 27 | -       | -       | 30      | 30  | 1,111    |
| 15º | Claypole            | 81 | 28      | 20      | 35      | 83  | 1,025    |
| 16º | Deportivo Riestra   | 81 | 28      | 30      | 24      | 82  | 1,012    |
| 17º | Muñiz               | 54 | -       | 25      | 29      | 54  | 1,000    |
| 18º | Centro Español      | 81 | 12      | 23      | 28      | 63  | 0,778    |

|  | Desafiliado por una temporada. |